# Thallomys paedulcus
Thallomys paedulcus е вид гризач от семейство Мишкови (Muridae). Видът не е застрашен от изчезване.

## Разпространение и местообитание
Разпространен е в Ангола, Ботсвана, Демократична република Конго, Етиопия, Замбия, Зимбабве, Кения, Малави, Мозамбик, Намибия, Свазиленд, Сомалия, Танзания и Южна Африка.
Обитава гористи местности, долини, ливади, храсталаци, савани, крайбрежия и плажове в райони с тропически, умерен и субтропичен климат, при средна месечна температура около 22,5 градуса.

## Описание
Теглото им е около 77,7 g. Имат телесна температура около 36,7 °C.
Стават полово зрели на 3,1 месеца. Продължителността им на живот е около 3,5 години.